# La Casa de Negro y Blanco
«La Casa de Negro y Blanco» es el segundo episodio de la quinta temporada de la serie de televisión de fantasía medieval Game of Thrones. El episodio fue escrito por los co-creadores de la serie, David Benioff y D. B. Weiss y fue dirigido por Michael Slovis. Se estrenó mundialmente el 19 de abril de 2015.

## Argumento

### En Desembarco del Rey
Cersei y Jaime reciben un mensaje de Dorne: una pequeña estatua de una serpiente con un collar en sus colmillos, Cersei logra identificar el collar el cual le pertenece a su hija, Myrcella, quien previamente fue enviada por Tyrion a Dorne. Jaime se compromete a viajar a Dorne y traerla de regreso. El viaja para reunirse con Bronn, quien se marchó al castillo Stokeworth con Lollys, su comprometida, Jaime le otorga una carta donde dice que él no se casará con Lollys. Cuando Bronn le recuerda el acuerdo que tuvo con Cersei a lo que Jaime le propone que lo ayude a rescatar a Myrcella y a cambio recibirá una mujer con más prestigio y un castillo más grande. 
Cersei se reúne con dos cazadores los cuales le llevan una cabeza, pero ella termina decepcionada al ver que no es la cabeza de Tyrion. Qyburn pide la cabeza para una investigación y luego acompaña a Cersei a una pequeña reunión, Con el cargo de mano del rey vacante, Cersei informa que ella tomará tal cargo hasta que Tommen escoja una nueva mano. Ella nombra a Mace Tyrell como el nuevo maestro de moneda y a Qyburn como el maestro de susurros. Cuando ella está a punto de nombrar a su tío Kevan como el nuevo maestro de guerras, él lo niega argumentando que Cersei no tiene el poder de hacer eso y solo lo aceptaría si el rey en persona lo nombra, mientras se marcha a Casterly Rock.

### En el Muro
En la librería, Shireen Baratheon enseña a leer a Elí pero es abruptamente interrumpida por su madre Selyse, quien le prohíbe a su hija acercarse a Elí por ser una salvaje. Jon Nieve es citado por Stannis Baratheon, el cual lo crítica duramente por mostrar piedad al darle una muerte más rápida a Mance Rayder. Stannis le muestra a Jon una carta que recibió de Bear Island, que indica que los descendientes de Jorah Mormont sólo reconocerán a un Stark como rey.
Ser Davos le comenta a Jon que durante la noche será la elección de nuevo Lord comandante de la Guardia de la Noche y asegura que Ser Alliser ganará. Stannis le pide a Jon que se arrodille ante él y le jure lealtad a cambio de legimitarlo y nombrarlo como Jon Stark, entregándole Invernalia a su vez. 
En el gran salón, Jon le comenta la oferta de Stannis a Sam, y afirma que la negará debido a que él ya hizo el juramento a la Guardia de la Noche. Janos Slynt aconseja a sus hermanos votar por Ser Allister, mientras que Othell Yarwyck los aconseja a votar Denys Mallister y antes de dar iniciada la votación, Sam interrumpe y da un discurso pidiendo a sus hermanos votar por Jon. Al finalizar la votación, quedó un empate entre Jon y Ser Allister, Maester Aemon quien faltaba decide darle su voto por Jon.

### En Nido de Águilas
Brienne y Podrick se detienen en una posada. Mientras come, Podrick logra identificar a Sansa y Petyr Baelish comiendo en el lugar custodiados por caballeros. Sigilosamente le informa a Brienne quien le ordena que prepare sus caballos para marcharse, para luego ir a la mesa, al acercarse el paso es negado, Pero Petyr la reconoce y la deja pasar. Brienne se presenta ante Sansa y le habla del juramento que le hizo a su madre, a su vez que le jura con su vida protegerla. Petyr interfiere recomendando a Sansa que haga caso omiso de la propuesta de Brienne, ya que ella falló al proteger a Renly Baratheon y a su madre Catelyn Stark, recordando incluso que a ella se le acusó de ser la asesina de Renly, por lo que Brienne un tanto desanimada explica que fue una sombra con la cara de Stannis lo que en realidad lo asesinó. Sansa niega su protección y le pide que se marche, pero antes, Petyr ordena a sus caballeros que la mantengan en custodia, pero ella estratégicamente logra escapar junto con Podrick del lugar. Tras una persecución, Brienne pierde el rastro de Podrick quien es descubierto por uno de los caballeros y antes de que fuera asesinado, Brienne llega al lugar y logra salvarlo. Tras esto, ella le comenta que seguirán la caravana de Petyr ya que Sansa no está segura con él.

### En Braavos
Arya llega a Braavos y el capitán del barco, Ternesio Terys,  la lleva a la casa de negro y blanco. El portero le impide la entrada al lugar, incluso después de que ella le enseña la moneda de hierro que le dio Jaqen H'ghar. Tras esto, Arya se queda por el resto del día a las afueras del lugar, en la mañana siguiente tira la moneda al mar y se marcha. Más tarde, después de cazar una paloma, un grupo de ladrones se acerca a ella. Mientras ella los amenaza y se prepara para pelear llega el portero y debido a ello, los ladrones salen huyendo del lugar. Ambos regresan a la casa de negro y blanco y tras regresarle su moneda de hierro, cambia su cara, revelando que es Jaqen. E informa a Arya que ella no debe ser nadie antes de llevarla dentro de la casa.

### En Dorne
Ellaria Sand mira a Trystan Martell y Myrcella Baratheon desde lo lejos. Tras esto se reúne con Doran Martell, ella le exige que se vengue de la muerte de su hermano, Oberyn. Él le recuerda que su muerte fue en un juicio por combate, lo cual no es considerado como asesinato. Ellaria le aconseja tomar venganza con Myrcella, pero Doran afirma que mientras él esté gobernando, no habrá ningún tipo de venganza, ella se marcha furiosa del lugar mientras sutilmente le dice que no estará en el poder para siempre.

### Al otro lado del mar Angosto
Viajando a Volantis, Tyrion Lannister y Varys discuten su breve mandato como la mano del rey. Tyrion asegura lamentar no haberse marchado de Desembarco del Rey cuando tuvo la oportunidad con Shae, pero aun así disfrutó de su mandato.
En Meereen, Daario Naharis ayuda a gusano gris a encontrar a un miembro de los hijos de la arpía, Mossador le implora a Daenerys ejecutar su cautivo, pero Ser Barristan le comenta a Daenerys las acciones despiadadas que cometía su padre como quemar a personas vivas mientras reía. Así que le sugiere darle un juicio justo y ella termina aceptando. Tras esto, Mossador en contra de las órdenes, asesina al miembro cautivo de los hijos de la arpía, lo cual lleva a ella a mandarlo a ejecutar públicamente, provocando un motín entre los maestros y los esclavos liberados. Por la noche, Daenerys descubre que Drogon regresó pero antes de que ella pueda tocarlo, él se marcha volando del lugar.

## Reparto

### Personajes principales
- Peter Dinklage como Tyrion Lannister
- Nikolaj Coster-Waldau como Ser Jaime Lannister
- Lena Headey como la reina regente Cersei Lannister
- Emilia Clarke como la reina Daenerys Targaryen
- Kit Harington como Jon Snow
- Aidan Gillen como Lord Petyr "Littlefinger" Baelish
- Stephen Dillane como el rey Stannis Baratheon
- Liam Cunningham como Ser Davos Seaworth
- John Bradley-West como Samwell Tarly
- Indira Varma como Ellaria Sand
- Maisie Williams como Arya Stark
- Sophie Turner como Sansa Stark
- Hannah Murray como Gilly
- Conleth Hill como Varys
- Gwendoline Christie como Brienne de Tarth
- Michiel Huisman como Daario Naharis
- Nathalie Emmanuel como Missandei

### Personajes secundarios
- Peter Vaughan como Maester Aemon
- Ian McElhinney como Barristan Selmy
- Julian Glover como Grand Maester Pycelle
- Anton Lesser como Qyburn
- Tara Fitzgerald como Selyse Baratheon
- Owen Teale como Ser Alliser Thorne
- Alexander Siddig como Doran Martell
- Jacob Anderson como gusano gris
- Ben Crompton como Edd Tollett
- Dominic Carter como Janos Slynt
- Daniel Portman como Podrick Payne
- Roger Ashton-Griffiths como Mace Tyrell
- Joel Fry como Hizdahr zo Loraq
- DeObia Oparei como Areo Hotah
- Ian Gelder como Kevan Lannister
- Ian Beattie como Meryn Trant
- Reece Noi como Mossador
- Kerry Ingram como Shireen Baratheon
- Brenock O'Connor como Olly
- Nell Tiger Free como Myrcella Baratheon
- Toby Sebastian como Trystane Martell
- Elizabeth Cadwallader como Lollys Stokeworth
- Cedric Henderson como la otra cara de Jaqen
- Brian Fortune com Othell Yarwyck
- Gary Oliver como Ternesio Terys
- J. J. Murphy como Denys Mallister
- Michael Condron como Bowen Marsh

## Producción

### Guion
El episodio muestra contenido de tres novelas de George R. R. Martin. De Tormenta de espadas tomaron Jon XI, Jon XII y parte de Jon IX, de Festín de cuervos tomaron Arya I, Areo I, Cersei IV y parte de Cersei II y de Danza de dragones tomaron Tyrion y parte de Jon I.

## Recepción

### Audiencia
El episodio generó 6.80 millones de televidentes en su estreno original en Estados Unidos. Descendiendo 1.19 millones con respecto al episodio pasado, Las guerras venideras.

### Recepción crítica
El episodio recibió un 96% sobre 100% basado en 26 críticas por Rotten Tomatoes.
Matt Fowler de IGN otorgó al episodio una calificación de 8.8 sobre 10, comentando: "'La Casa de Negro y Blanco' fue notablemente más grande y mejor que el episodio pasado, porque no solo nos trae a Arya y a Bronn de nuevo, sino que también es introducido Dorne. También contiene grandes momentos para Brienne, Dany y Jon. Myles McNutt de The A.V Club otorgó al episodio una "A-"en una escala de la "A" a la "F", añadiendo: "Aunque se extendió con una amplia gama de historia, 'La Casa de Negro y Blanco' se sintió más sólido que el estreno de temporada.